# Flammarion
Flammarion – nazwa zwyczajowa jednej z dwóch jednostek gospodarczych: wydawnictwa Flammarion oraz Grupy Flammarion.

## Éditions Flammarion
Wydawnictwo Flammarion (fr. Éditions Flammarion) – francuskie wydawnictwo założone w 1876 roku w Paryżu przez Ernesta Flammariona, na kanwie posiadanej wcześniej księgarni. Przedsiębiorstwo osiągnęło pierwsze sukcesy w związku z popularnością pierwszej wydanej przezeń książki L'Astronomie populaire, napisanej przez znanego francuskiego astronoma, Camille'a Flammariona – brata wydawcy. Do 2000 roku, wydawnictwo kierowane było przez członków rodziny Flammarion (ostatnim z nich był Charles-Henri Flammarion), i było jednym z największych wydawnictw niezależnych we Francji. Obecnie jest częścią włoskiego koncernu Rizzoli.
Obecnie Wydawnictwo Flammarion posiada kilka wyspecjalizowanych kolekcji, wydawanych pod osobnymi nazwami, m.in.: Flammarion (literatura, eseje, popularnonaukowe), Arthaud (podróże, natura), Garnier-Flammarion (wersje kieszonkowe książek wydanych wcześniej w kolekcjach prestiżowych).

## Groupe Flammarion
Grupa Flammarion – grupa wydawnictw zakupionych przez Éditions Flammarion, zawiera m.in. wydawnictwa: Casterman, J'ai lu, Librio, éditions Delagrave, Castor, Fluide Glacial i éditions Jacques Lenore. Grupa posiada własny system rozpowszechniania i dystrybucji książek.